# ジェームズ・ウォード (画家)
ジェームズ・ウォード（James Ward、1769年10月23日 - 1859年11月23日）はイギリスの画家である。
動物画家として注目され、家畜の絵や、家畜のいる風景画を描いた。

## 略歴
ロンドンで生まれた。弟に版画家になったウィリアム・ウォード（William Ward:1766年–1826年）がいる。12歳で、ロンドンの版画家、ジョン・ラファエル・スミスの弟子になり、多くの版画を製作した。数年後、動物画家として有名なジョージ・モーランドと知り合い、動物画を描くようになりよく知られるようになった。1786年にモーランドはウォードの姉妹と、弟のウィリアムはモーラントの妹と結婚した。
1816年にワーテルローの戦いの勝利を記念する絵画"Allegory of Waterloo"を描く仕事を引き受け、6年をかけて6.4×10.7メートルの大作を描いた。しかし同作は後に展示する場所の問題から裁断され、その後失われた。
1807年にロイヤル・アカデミー・オブ・アーツの準会員、1811年に正会員となった。

## 作品

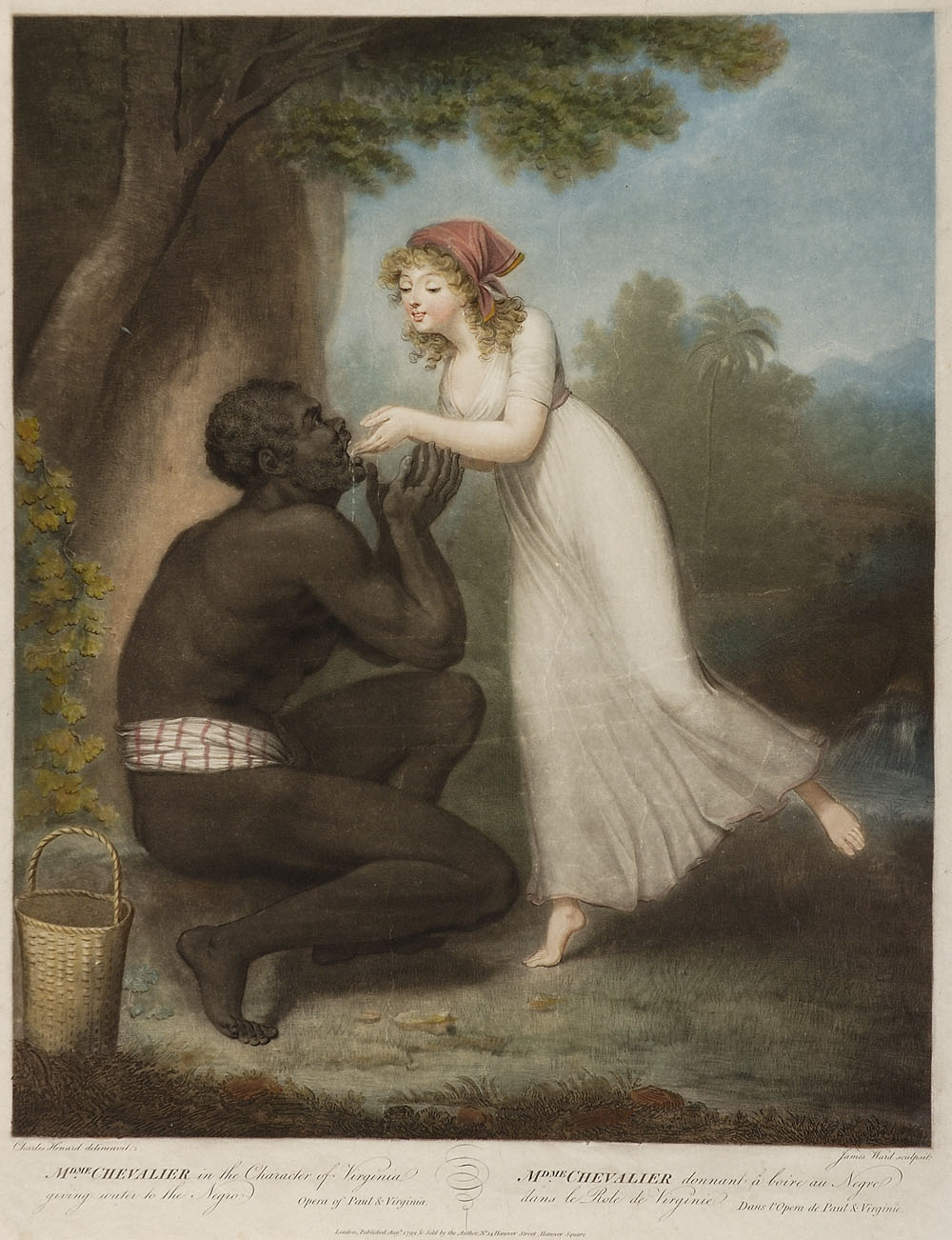
ヴァージアの役を演じるルイーズ・シェヴァリエ(女優）(1799)
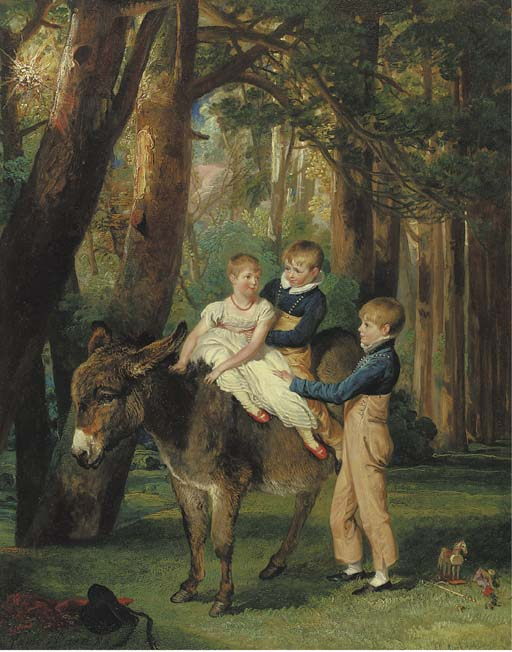
テオフィラス・レヴェット氏の子供たち(1811)
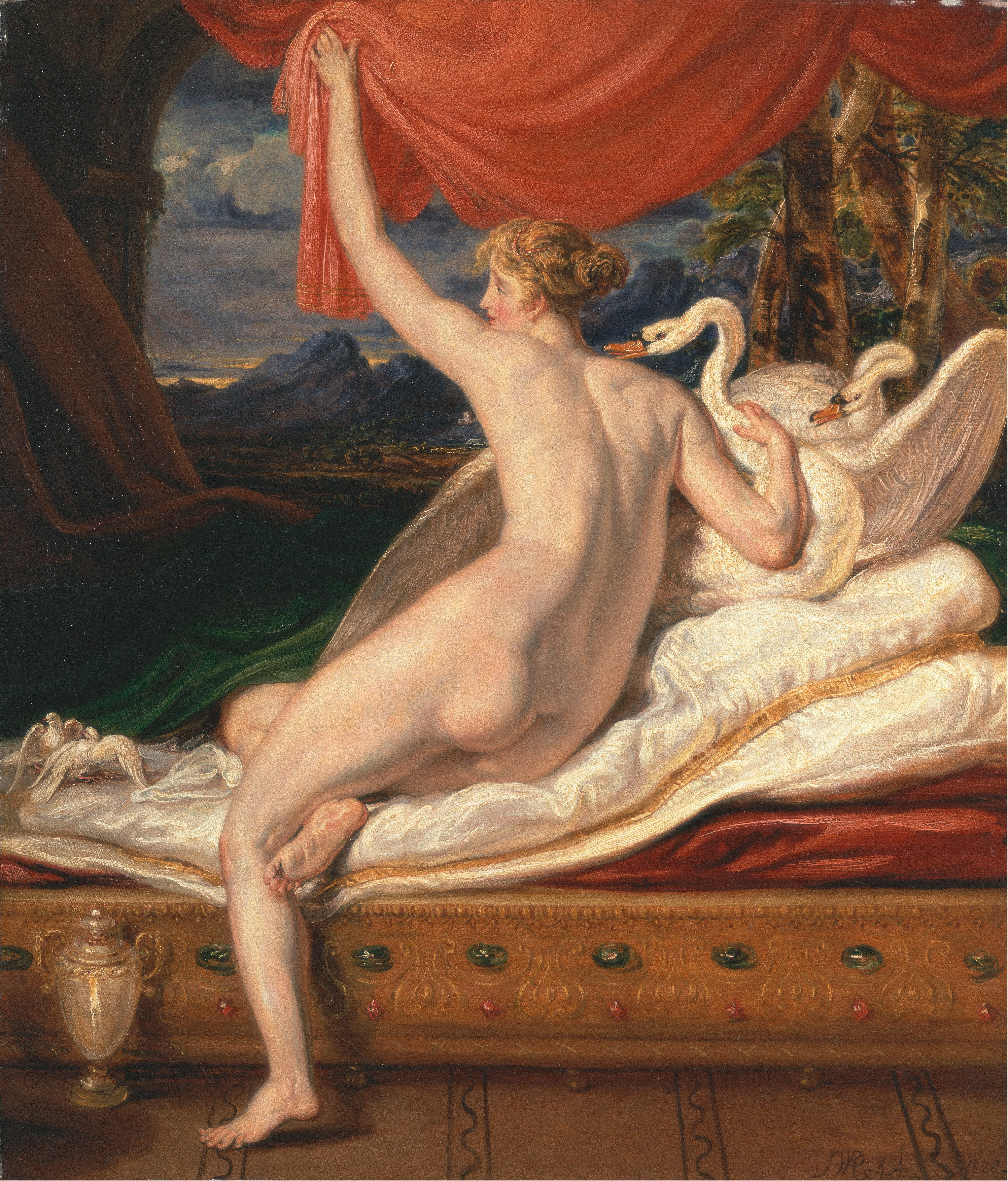
ソファから立ち上がるヴィーナス(1828)
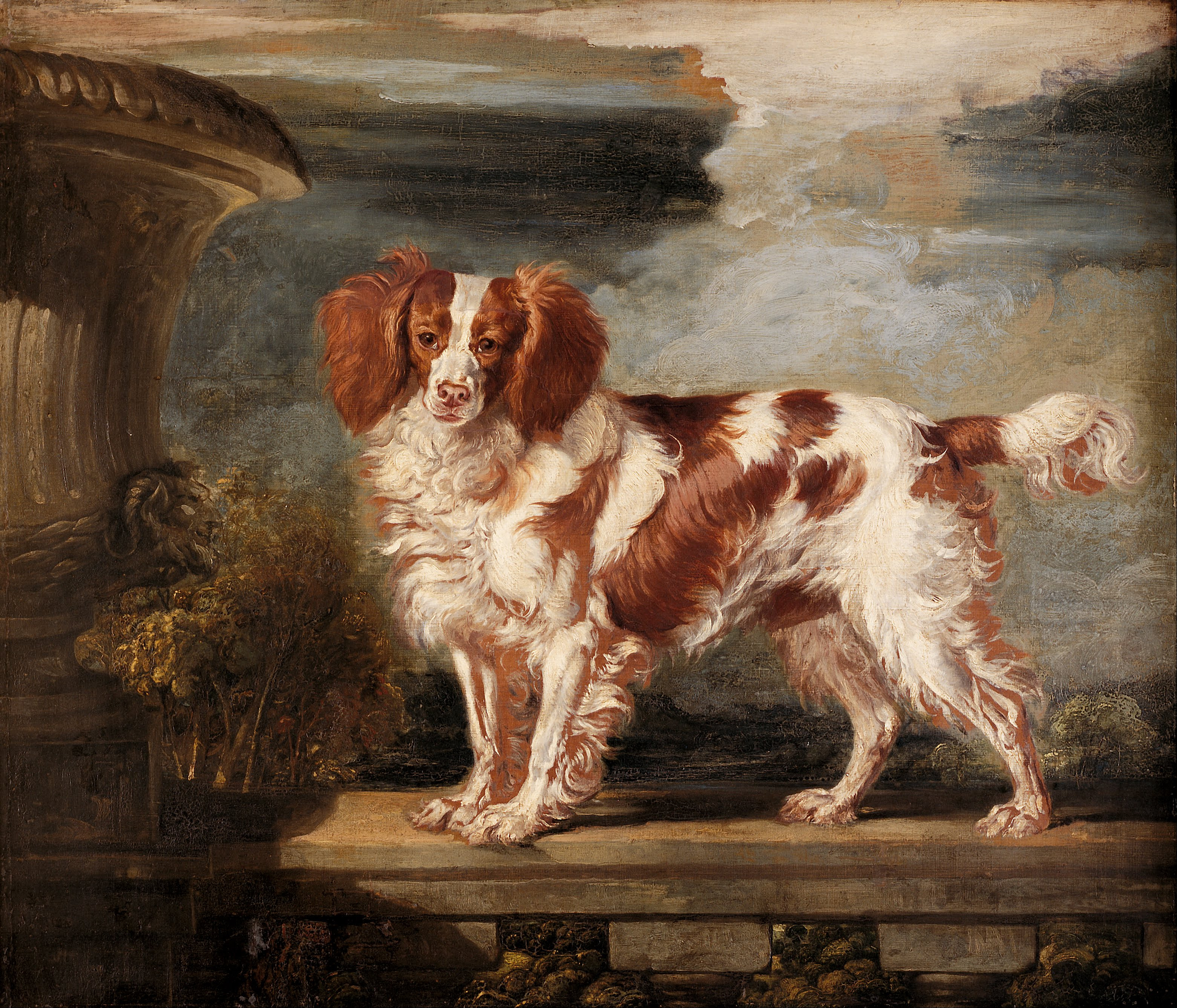
ヴェイン＝テンペスト夫人の愛犬、スパニエル(1819)

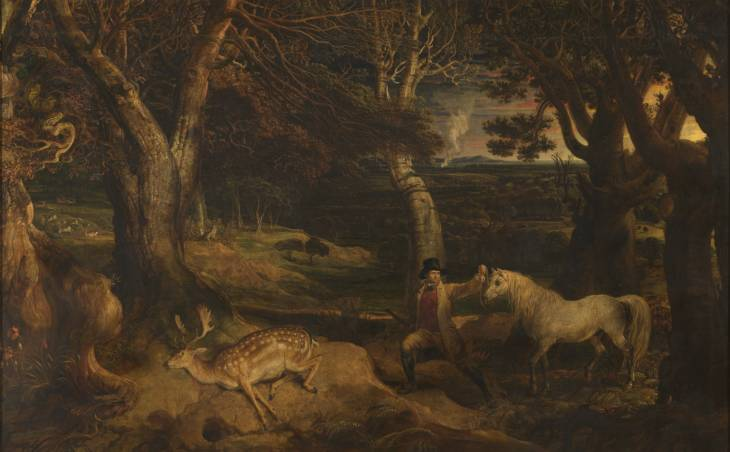
Deer Stealer (1823)
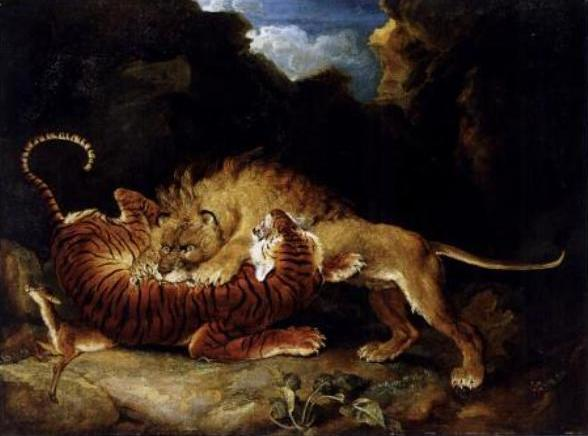
ライオンと闘うトラ (1797)
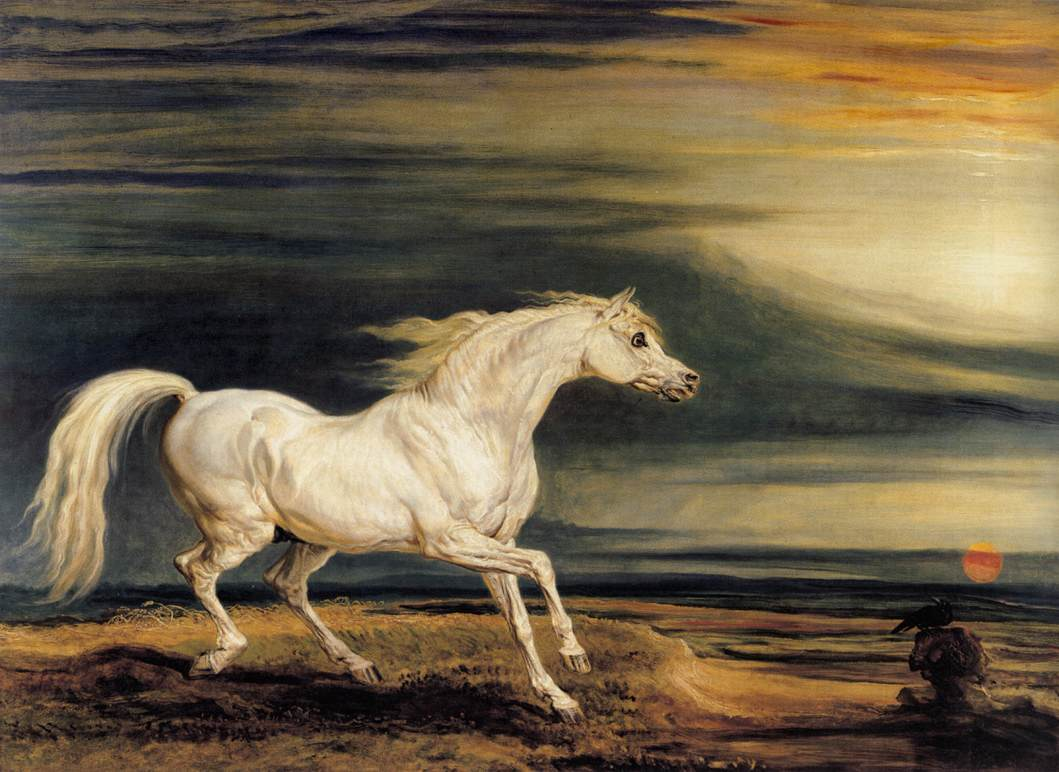
マレンゴ（ナポレオンの愛馬）(1824)

## その他
- イングランドのロック・ミュージシャンのブライアン・フェリーが1994年に発表したアルバム『マムーナ』のジャケットに、ウォードの作品が使用された。・

## 関連図書
- Beckett, Oliver. The Life and Work of James Ward, RA. Book Guild, 1995.
- Farr, Dennis. James Ward 1769–1859. London: Arts Council, 1960.
- Frankau, Julia. Eighteenth century artists and engravers: William Ward A.R.A., James Ward R.A.: Their Lives and Works. London: Macmillan, 1904.
- Fussell, G. E. James Ward R.A., Animal Painter 1769–1859 and His England. London: Michael Joseph, 1974. ISBN 0-7181-1242-3
- Grundy, Reginald. James Ward, R.A.: His Life and Works with a Catalogue of his Engravings and Pictures. London, 1909. (An extra number of The Connoisseur.)
- Nygren, Edward J. James Ward's "Gordale Scar": An Essay in the Sublime. London: Tate, 1982. ISBN 0-905005-93-7
- Murray, P. & L. (1996). Dictionary of art and artists London: Penguin Books. ISBN 0-14-051300-0. p. 557.
- Opening address, The Art of James Ward, Yale Center for British Art, New Haven, Conn., May 20, 2004, curator Angus Trumble